# Chalífa
Chalífa neboli kalif (arabsky خليفة, což znamená zástupce, nástupce, náměstek; původně chalífat rasúl Alláh – náměstek posla božího) je titul užívaný nástupci proroka Mohameda. Chalífa byl nejvyšší duchovní autoritou islámu (imámem) a do pádu arabského chalífátu v roce 1258 také světským vládcem říše.
- Volení chalífové
- Umajjovci
- Abbásovci
- Fátimovci
- egyptští Abbásovci
- Osmané (počínaje Selimem I.)

Prvním chalífou byl Mohamedův tchán Abú Bakr. Pátý chalífa Mu‘ávija I. založil dynastii Umajjovců. Když 20. listopadu 749 přijal Abú-l-Abbás hold jako chalífa a počátkem roku 750 vojensky porazil posledního umajjovského chalífu Marvána II., vlády se ujala dynastie Abbásovců. Poté, co 10. února 1258 dobyla mongolská vojska pod vedením Hülegüovým Bagdád a chalífa al-Musta'sim byl popraven, přešel titul s tříapůlletou přestávkou 9. června 1261 na jeho strýce Ahmada. Toho jmenoval chalífou mamlúcký sultán Egypta az-Záhir Ruknuddín Bajbars. Egyptští Abbásovci byli duchovní hlavou islámu až do roku 1517, kdy osmanský sultán Selim I. dobyl Egypt a vystřídal ve funkci abbásovce al-Mutavakila III. Posledním chalífou byl Abdulmecid II. z dynastie Osmanů. Funkce chalífy byla zrušena 3. března 1924.
V roce 1924 po zrušení chalífátu Tureckou republikou se Husajn bin Alí, tehdejší král Hidžázu (a vládce Mekky a Medíny) z významného rodu Hášimovců (rod odvozující původ od Mohameda) prohlásil chalífou (a také králem všech Arabů), nebyl však uznán ostatními sunnitsko-muslimskými vládci.
V roce 2014 Abú Bakr al-Bagdádí, vůdce Islámského státu v Iráku a Levantě, se prohlásil za chalífu a vyhlásil chalífát Islámský stát.